# SN 2006jo
SN 2006jo – supernowa typu Ib odkryta 30 września 2006 roku w galaktyce A012314-0019. W momencie odkrycia miała maksymalną jasność 21,10m.